# Nicola del Montenegro
Nicola del Montenegro (nome completo in serbo: Nikola Mihailo Frane Petrović-Njegoš; Saint-Nicolas-du-Pélem, 7 luglio 1944) è il capo del casato di Petrović-Njegoš dal 1986.

## Biografia

### Educazione
Il principe Nicola è figlio del re Michele I e dell'allora sua moglie Geneviève Prigent. All'età di 12 anni cominciò a risiedere a Parigi.
Nel 1967 visitò per la prima volta il Montenegro. Si diplomò in architettura all'École nationale supérieure des beaux-arts e nel 1971 venne ammesso nella Società Francese degli Architetti.

### Matrimonio
Il 27 novembre 1976 sposò la stilista francese Francine Navarro (Casablanca, 27 gennaio 1950 - Parigi, 6 agosto 2008), figlia di Antoine (1922-1989) e di Rachel Wazana (1929-2011) e in passato studentessa di legge nella capitale francese.

### Attività
Nel 1991 istituì la Biennale d'Arte Contemporanea di Cettigne, da lui diretta fino al 2002. Nello stesso periodo, dopo il primo bombardamento di Ragusa durante le guerre jugoslave, fondò l'associazione IZBOR, per la difesa legale delle vittime di discriminazione etnica.
Dal 1986, in seguito alla morte di suo padre, è il capo della casa reale di Petrović-Njegoš e Gran Maestro dell'Ordine dei Petrović-Njegoš, dell'Ordine del Principe Danilo I e dell'Ordine di San Pietro di Cettigne.
Nel 2011 divenne il presidente della Fondazione Petrović-Njegoš (attiva nello sviluppo sostenibile e nella valorizzazione culturale), creata nello stesso anno dalla Legge sullo Status dei Discendenti della Dinastia Petrović-Njegoš, approvata dal Parlamento.

## Discendenza
Nicola del Montenegro e Francine Navarro ebbero una figlia, un figlio e tre nipoti:
- Altinaï (Les Lilas, 27 ottobre 1977), il 12 maggio 2009 sposò il violinista russo Anton Martynov:[6]
  - Nikolaï Martynov (30 settembre 2009).
- Boris (Les Lilas, 21 gennaio 1980), il 12 maggio 2007 sposò l'architetta portoghese Véronique Haillot Canas da Silva (1976):[7]
  - Miléna (Les Lilas, 11 febbraio 2008);
  - Antonia (2013).

## Ascendenza
|                                 |                                |                             | Genitori                   |  |  | Nonni |  |  | Bisnonni                |  |  | Trisnonni                      |  |
|                                 |                                |                             |                            |  |  |       |  |  | Nicola I del Montenegro |  |  | Granduca Mirko Petrović-Njegoš |  |
|                                 |                                |                             |                            |  |  |       |  |  | Nicola I del Montenegro |  |  | Granduca Mirko Petrović-Njegoš |  |
|                                 |                                | Anastasie Martinović        |                            |  |  |       |  |  | Nicola I del Montenegro |  |  |                                |  |
| Mirko del Montenegro            |                                |                             |                            |  |  |       |  |  | Nicola I del Montenegro |  |  |                                |  |
|                                 |                                | Milena Vukotić              | Petar Vukotić              |  |  |       |  |  |                         |  |  |                                |  |
|                                 |                                | Milena Vukotić              | Petar Vukotić              |  |  |       |  |  |                         |  |  |                                |  |
|                                 |                                | Milena Vukotić              | Elena Vervodić             |  |  |       |  |  |                         |  |  |                                |  |
| Michele I del Montenegro        |                                | Milena Vukotić              |                            |  |  |       |  |  |                         |  |  |                                |  |
|                                 |                                | Alexander Konstantinović    | Alexander Konstantinović   |  |  |       |  |  |                         |  |  |                                |  |
|                                 |                                | Alexander Konstantinović    | Alexander Konstantinović   |  |  |       |  |  |                         |  |  |                                |  |
|                                 |                                | Alexander Konstantinović    | Principessa Anka Obrenović |  |  |       |  |  |                         |  |  |                                |  |
| Natalija Konstantinović         |                                | Alexander Konstantinović    |                            |  |  |       |  |  |                         |  |  |                                |  |
|                                 |                                | Milena Opuić                | Alexander Opuić            |  |  |       |  |  |                         |  |  |                                |  |
|                                 |                                | Milena Opuić                | Alexander Opuić            |  |  |       |  |  |                         |  |  |                                |  |
|                                 |                                | Milena Opuić                | Maria Bosckovic            |  |  |       |  |  |                         |  |  |                                |  |
| Nicola II del Montenegro        |                                | Milena Opuić                |                            |  |  |       |  |  |                         |  |  |                                |  |
|                                 | Georges François Clair Prigent | François Marie Prigent      |                            |  |  |       |  |  |                         |  |  |                                |  |
|                                 | Georges François Clair Prigent | François Marie Prigent      |                            |  |  |       |  |  |                         |  |  |                                |  |
|                                 | Georges François Clair Prigent | Anne Yvonne Pichon          |                            |  |  |       |  |  |                         |  |  |                                |  |
| François Marie Prigent          | Georges François Clair Prigent |                             |                            |  |  |       |  |  |                         |  |  |                                |  |
|                                 |                                | Marie-Françoise Kergus      | Jean-Marie Kergus          |  |  |       |  |  |                         |  |  |                                |  |
|                                 |                                | Marie-Françoise Kergus      | Jean-Marie Kergus          |  |  |       |  |  |                         |  |  |                                |  |
|                                 |                                | Marie-Françoise Kergus      | Marie-Jeanne Gueguen       |  |  |       |  |  |                         |  |  |                                |  |
| Geneviève Prigent               |                                | Marie-Françoise Kergus      |                            |  |  |       |  |  |                         |  |  |                                |  |
|                                 |                                | Joseph-Emilie Bitte         | Simon Bitte                |  |  |       |  |  |                         |  |  |                                |  |
|                                 |                                | Joseph-Emilie Bitte         | Simon Bitte                |  |  |       |  |  |                         |  |  |                                |  |
|                                 |                                | Joseph-Emilie Bitte         | Jeanne Jacquat             |  |  |       |  |  |                         |  |  |                                |  |
| Blanche Victorine Eugénie Bitte |                                | Joseph-Emilie Bitte         |                            |  |  |       |  |  |                         |  |  |                                |  |
|                                 |                                | Marie-Anne Victorine Renner | Jean-Pierre Renner         |  |  |       |  |  |                         |  |  |                                |  |
|                                 |                                | Marie-Anne Victorine Renner | Jean-Pierre Renner         |  |  |       |  |  |                         |  |  |                                |  |
|                                 |                                | Marie-Anne Victorine Renner | Marie-Anne Roche           |  |  |       |  |  |                         |  |  |                                |  |
|                                 |                                | Marie-Anne Victorine Renner |                            |  |  |       |  |  |                         |  |  |                                |  |